# Corybas fimbriatus
Corybas fimbriatus là một loài thực vật có hoa trong họ Lan. Loài này được (R.Br.) Rchb.f. mô tả khoa học đầu tiên năm 1871.